# Luigi Rolando
Luigi Rolando (Torino, 16 giugno 1773 – Torino, 20 aprile 1831) è stato un anatomista italiano.

## Biografia
Studiò prima filosofia, quindi si iscrisse a medicina, dove fu allievo di Gian Tommaso Anforni e di Gianfrancesco Cigna e si laureò nel 1793. Fu aggregato al Collegio medico nel 1802.
Nel 1804 fu chiamato a Sassari, dove la corte sabauda era stata costretta a rifugiarsi dopo l'occupazione napoleonica, da Giuseppe Audiberti, archiatra di Vittorio Emanuele I. In quella circostanza, fu nominato professore di medicina pratica nell'Università di Sassari.
Prima di recarsi nell'isola, fondamentale fu il passaggio da Firenze, dove incontrò Felice Fontana e Paolo Mascagni.
Dopo la Restaurazione venne nominato medico di corte. Inoltre, nel 1814 gli fu conferita la cattedra di anatomia all'università di Torino e vi fondò un Museo che oggi porta il suo nome, ove è possibile ritrovare altri illustri nomi della medicina quali Carlo Giacomini. Insegnò anche presso l'Accademia delle Belle Arti e venne eletto membro dell'Accademia delle Scienze.

## Attività scientifica
Nel 1809 pubblicò a Sassari il celebre Saggio sopra la vera struttura del cervello dell'uomo e degli animali e sopra le funzioni del sistema nervoso.
A lui si deve la scoperta delle ramificazioni cerebrali; è legata al suo nome la scissura sulla faccia esterna degli emisferi cerebrali (scissura di Rolando).
Fu un osservatore preciso e puntiglioso della realtà che lo circondava esaminando con scrupolo gli apparati e i sistemi nelle loro strutture e proprietà, per poterne discernere chiaramente la fenomenologia.

## Opere
- Sulle cause da cui dipende la vita negli esseri organizzati (1801).
- Saggio sopra la struttura del cervello dell'uomo e degli animali e sopra le funzioni del sistema nervoso (1809)
- Manuale di anatomia fisiologica (1809).
- Ricerche anatomiche sulla struttura della midolla spinale (1824).
- Description d'un animal nouveau qui appartienent à la classe des Echinodermes (1822), dove descrisse la Bonellia viridis, una nuova specie di echinoderma
- Osservazioni sul cervelletto (1825).
- Della struttura degli emisferi cerebrali (1830).